# Bryan Róchez
Bryan Giovanni Róchez Mejía (ur. 1 stycznia 1995 w Tegucigalpie) – honduraski piłkarz występujący na pozycji napastnika, reprezentant Hondurasu, od 2023 roku zawodnik portugalskiego União Leiria.